# Abdon Baptista
Pour les articles homonymes, voir Baptista.
Abdon Baptista (Salvador, (30 juillet 1851 — Joinville, 15 mars 1922) fut un sénateur brésilien à l'époque de la première république (1889-1930).

## Biographie
Né dans l'État de Bahia, Abdon Baptista part pour Santa Catarina où il devient député de l'État, puis député fédéral et enfin sénateur. Il fut également maire (prefeito) de la municipalité de Joinville et vice-président de l'État de Santa Catarina.
Son nom a été donné à une ville de Santa Catarina, Abdon Batista.